# Anwar Misbah
Anwar Mohamed Ahmed Misbah (arabisch أنور محمد أحمد مصباح, DMG Anwar Muḥammad Aḥmad Miṣbāḥ; * 8. April 1913 in Alexandria; † 25. November 1998 ebenda) war ein ägyptischer Gewichtheber.
Anwar Musbah wurde im Stadtteil Moharam Bek geboren. In den 1930er Jahren wurde er nationaler Meister im Gewichtheben. Wegen seiner Erfolge wurde er für die Olympischen Spiele 1936 in Berlin nominiert. Dort erzielte er einen neuen Weltrekord von 342,5 Kilogramm, musste sich aber den ersten Platz mit dem Österreicher Robert Fein teilen, der dasselbe Gewicht gehoben hatte.
Da die ägyptischen Medien über Misbahs Erfolg in Berlin nicht berichtet hatten, trug er seine Goldmedaille viele Jahre mit sich herum, um sie als Beweis zu zeigen, da ihm anfangs noch nicht einmal seine Familie glauben wollte. Er war Sportlehrer von Beruf, zog sich 1945 vom aktiven Sport zurück und arbeitete als Trainer. Er wurde eine bekannte Persönlichkeit in Ägypten. Als es einmal Gerüchte gab, er sei gestorben, versammelte sich eine große Menschenmenge vor seiner Wohnung in Alexandria.